# Taipingdian (köpinghuvudort i Kina, Hubei Sheng, lat 32,14, long 111,80)
Taipingdian (kinesiska: 太平店, 太平店镇) är en köpinghuvudort i Kina. Den ligger i provinsen Hubei, i den centrala delen av landet, omkring 290 kilometer nordväst om provinshuvudstaden Wuhan. Antalet invånare är 61 614. Befolkningen består av 30 957 kvinnor och 30 657 män. Barn under 15 år utgör 17,0 %, vuxna 15-64 år 72 %, och äldre över 65 år 9,0 %.
Runt Taipingdian är det tätbefolkat, med 297 invånare per kvadratkilometer. Närmaste större samhälle är Niushou, 16,2 km öster om Taipingdian. Trakten runt Taipingdian består till största delen av jordbruksmark.
Genomsnittlig årsnederbörd är 940 millimeter. Den regnigaste månaden är augusti, med i genomsnitt 169 mm nederbörd, och den torraste är januari, med 11 mm nederbörd.